# Yukpa
El yukpa és un idioma de la família carib parlat pels yukpes a l'estat veneçolà de Zulia i al departament colombià de Cesar.

## Gramàtica
La llengua yukpa, té deu pronoms personals. El Yukpa té dues primera persona del plural (nosaltres). epü, que s'usa quan el parlant es refereix a "tu i jo". L'altre es diu nana, quan es refereix "ell/ella i jo". El yukpa té dues tercera persona (ell, ella), el dt. o mash que es refereix a aquelles persones pròximes al parlant i el ake que es refereix als que estan a una distància llunyana. I també té tres terceres persones plural (ells/elles), el masha que són les persones que són a prop, el aksha que són les persones que a una distància llunyana i el oka que es refereix al que està repetit o que es va esmentar abans.
|          |         | Número                                           |                                                                                    |
| Singular | Plural  |                                                  |                                                                                    |
| Persona  | Primera | awü: jo                                          | epü: tu i jo nana: ell/ella i jo                                                   |
| Persona  | Segona  | amo: tu                                          | amora: vostès o vosaltres/as                                                       |
| Persona  | Tercera | dt., mash: ell (proximal) ake: ell/ella (distal) | masha: ells/elles (proximal) aksha: ells/elles (distal) oka: ells/elles (anafòric) |

### postposicions
El yukpa, com altres idiomes caribes, usa en general postposicions:
jenja pë këpëi
j-enja pë k-ëpëi
1p-mà per 2A1P-prendre:PASSAT
'[tu] em vas prendre de la mà'
-Bon dia = penash nekena
-Bona tarda = kowanna
-Bona nit = kokoshna
-hola = pena

## Fonologia
Registra 5 vocals i 10 consonants.

### Vocals
|          | Anteriors | Centrals | Posteriors |
| -------- | --------- | -------- | ---------- |
| Tancades |           | ɨ        | o          |
| Mitjanes | e         |          | o          |
| Obertes  |           | a        |            |

La semitancada /e/ varia lliurement amb la tancada i.

### Consonants
|            |            | labial | alveolar | palatal | velar |
| ---------- | ---------- | ------ | -------- | ------- | ----- |
| oclusiva   | oclusiva   | p      | t        |         | k     |
| nasals     | nasals     | m      | n        |         |       |
| fricativa  | fricativa  |        | s        | ʃ       |       |
| africada   | africada   |        |          | ʧ       |       |
| vibrant    | vibrant    |        | ɾ        |         |       |
| aproximant | aproximant | w      | j        |         |       |

S'ha proposat incloure entre els fonemes yukpa l'oclusiva glotal /ʔ/, que entre alguns parlants és substituïda per la fricativa glotal /h/, però podrien interpretar-se com a realitzacions glotals o aspirades de les vocals, perquè es presenten solament al final d'una síl·laba abans de les consonant oclusives, fricatives i africada i, generalment són opcionals, per exemple:
"dona" = [woɾeʔpa] ~ [woɾehpa] ~ [woɾepa]
"olla = [paʔʃe] ~ [pahʃe] ~ [paʃe]
L'aproximant /j/ pot realitzar-se com a africada sonora alveolar ʣ o postalvelar ʤ; l'africada sorda /ʧ/ pot realitzar-se com palatoalveolar ʨ; la labiovelar /w /pot realitzar-se com a bilabial β̞ o labidental ʋ.

### Accent
L'accent cau més sovint sobre la segona síl·laba, però pot caure en la primera.